# Ульмер, Вольдемар Августович
Вольдемар Йоганнес Августович Ульмер (1896, Ревель — 1945, Красноярский край) — оперативный секретарь ГУГБ НКВД СССР, комбриг (1935). Один из ответственных сотрудников НКВД , чья подпись стоит на оперативных приказах Н. И. Ежова о проведении операций Большого террора в 1937— 1938 годах. Выдвиженец М. П. Фриновского. Как «участник заговорщической террористической организации Ежова-Фриновского-Евдокимова» осужден на 15 лет ИТЛ. Реабилитирован посмертно.

## Биография
Из шведской (по другим сведениям немецкой) семьи служащего (по другим данным монтёра). Окончил 4-х классное городское училище в Москве, 4-ю Киевскую школу прапорщиков в 1916 и Военную Академию РККА им. М. В. Фрунзе в 1928 (специальность — топограф). Член РСДРП(б) с 1914 года.
- 01.06.1912 — упаковщик и слесарь в торговом доме Гаабе и Бопп (г. Москва);
- 15.08.1915 — рядовой 82-го запасного батальона (г. Владимир);
- 01.05.1916 — юнкер (младший офицер) 4-й Киевской школы прапорщиков;
- 25.03.1917 — прапорщик, командир роты 12-го Астраханского гренадерского полка (Юго-Западный фронт);
- 01.01.1918 — упаковщик в торговом доме Гаабе и Бопп (г. Москва);
- 02.06.1918 — инструктор пехоты по Всеобучу на Александровской железной дороги;
- 02.08.1918 — член Главной военно-дорожной коллегии на Александровской железной дороги;
- 28.10.1918 — командир батальона 48-го резервного батальона;
- 21.01.1919 — районный комендант штаба 8-й армии в селе Подгорное Воронежской губернии;
- 09.03.1919 — комендант штаба 8-й армии в слободе Кантемировка и Кантемировской волости Богучарского уезда Воронежской губернии;
- 12.04.1919 — адъютант 1-го экспедиционного Богучарского полка;
- 12.05.1919 — адъютант 106-го стрелкового Богучарского полка;
- 24.06.1919 — адъютант 356-го стрелкового Богучарского полка;
- 18.04.1920 — помощник командира 4-го кавалерийского полка 5-й кавалерийской бригады 40-й Богучарской дивизии;
- 27.06.1920 — начальник штаба 3-й бригады 40-й Богучарской дивизии;
- 20.10.1920 — адъютант 3-го стрелкового Богучарского полка;
- 01.04.1921 — начальник штаба 2-й стрелковой Богучарской бригады Донецкой дивизии войск ВЧК Украины;
- 01.07.1921 — заместитель командира 16-й отдельной Богучарской бригады;
- 15.11.1921 — заместитель командира 4-й стрелковой бригады;
- 17.01.1922 — заместитель командира 16-й отдельной Богучарской бригады;
- 22.07.1922 — адъютант 6-го отдельного Богучарского полка;
- 04.09.1922 — командир 1-го батальона 6-го отдельного Богучарского полка;
- 14.10.1922 — помощник командира (по строевой части) 6-го отдельного Богучарского полка;
- 28.11.1922 — начальник школы младшего комсостава 6-го отдельного Богучарского полка;
- 12.02.1923 — помощник командира 2-го Киевского конвойного полка войск ГПУ;
- 04.04.1924 — начальник Одесской губернской пограничной школы ГПУ по подготовке командиров звеньев;
- 03.11.1924 — инструктор (по пограничному надзору) Управления 26-го Очаковского погранотряда ОГПУ;
- 16.03.1925 — командир 2-го дивизиона 4-го Украинского Краснознаменного полка войск ОГПУ;
- 12.09.1925 — слушатель основного факультета Военной Академии РККА им. М. В. Фрунзе;
- 06.07.1928 — штатный преподаватель Высшей Пограничной школы (ВПШ) ОГПУ СССР;
- 01.11.1928 — старший руководитель военного цикла ВПШ ОГПУ СССР;
- 03.04.1930 — помощник начальника учебно-строевого отдела (по военному циклу) ВПШ ОГПУ СССР;
- 15.06.1930 — помощник начальника 3-го отделения Оперативной части ГУПО и войск ОГПУ СССР;
- 29.09.1930 — начальник 3-го отделения ГУПО и войск ОГПУ СССР;
- 10.10.1930 — по совместительству — помощник начальника 2-го отделения ОО ОГПУ СССР;
- 15.09.1931 — помощник начальника 3-го отделения ОО ОГПУ СССР;
- 25.01.1934 — заместитель начальника Оперативного отдела ГУПО и войск ОГПУ СССР;
- 14.02.1934 — врид. начальника Оперативного отдела ГУПО и войск ОГПУ СССР;
- 10.07.1934 — начальник Оперативного отдела ГУПВО НКВД СССР;
- 26.11.1934 — начальник 1-го (оперативного) отдела ГУПВО НКВД СССР;
- 16.04.1937 — оперативный секретарь ГУГБ НКВД СССР;
- 08.09.1938 — начальник секретариата 1-го заместителя наркома внутренних дел СССР (Л. П. Берия);
- 02.11.1938 — врид. заместителя начальника ГУПВВ НКВД СССР;
- 01.02.1939 — освобождён от занимаемой должности и откомандирован в резерв ГУПВВ НКВД СССР.

Арестован 21 апреля 1939 года. Внесен в список Л. Берии от 16 января 1940 г. по 2-й категории.  22 февраля 1940 года приговорён ВКВС СССР по ст.ст. 58-7 («вредительство»), 17-58-8 («террор») и 58-11 («участие в антисоветской заговорщической деятельности в органах НКВД») УК РСФСР на 15 лет лишения свободы. До апреля 1941 года срок наказания отбывал в Енисейском ИТЛ НКВД, в дальнейшем в Красноярском ИТЛ НКВД, впоследствии в Отдельном лагерном пункте 4-го строительного района УИТЛК УНКВД по Красноярскому краю. Умер 27 марта 1945 года внезапно во время работы. Определением ВКВС СССР от 26 ноября 1955 года реабилитирован посмертно.
Из приговора ВКВС СССР от 16 февраля 1940 года:
«Предварительным и служебным следствием установлено, что Ульмер с 1937 года являлся участником антисоветской заговорщической террористической организации, действующей в системе органов НКВД, в которую он был завербован врагом народа Фриновским.
По заданию руководителей антисоветской заговорщической организации Ульмер совместно с другими участниками антисоветской организации укрывал от разоблачения заговорщические право-троцкистские кадры, совместно с другими участниками заговорщической организации проводил подрывную вредительскую деятельность, направленную на ослабление боеспособности войск НКВД…»
Из производственной характеристики на з/к В. А. Ульмера (1941):

«…Работает десятником строительства соцгородка, к работе относится удовлетворительно, поведение в быту хорошее. Административных взысканий не имеет. Принимает активное участие в общественной работе ОЛП. За организацию и активное участие в художественной самодеятельности, проводившуюся среди з/к агитационно-массовую работу, направленную на выполнение и перевыполнение производственного задания объявлена благодарность с занесением в личное дело…»
Из производственной характеристики на з/к В. А. Ульмера (1943):

«В ОЛП Ульмер работал хоздесятником, за период пребывания нарушений лагерного режима не имеет, и административными взысканиями не подвергался. К работе относиться добросовестно. Инициативен и исполнителен. Имеет три благодарности в личное дело. Руководство ОЛП ходатайствует о сокращении лагерного срока на 3 года…»
Был награждён орденами Красного Знамени (22.02.1938) и Красной Звезды (26.11.1934).